# Aethiothemis mediofasciata
Aethiothemis mediofasciata – gatunek ważki z rodziny ważkowatych (Libellulidae).